# Christian Ferdinand Abel

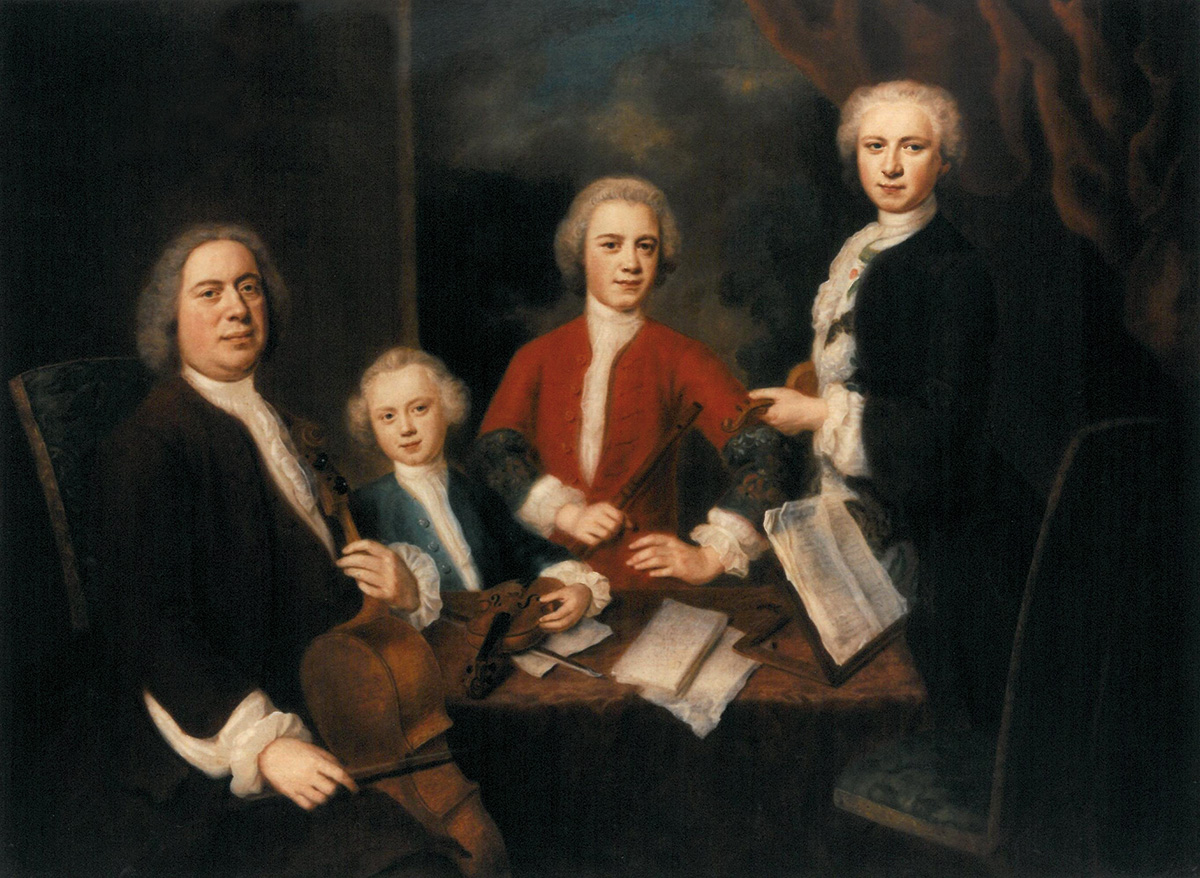
Christian Ferdinand Abel en zijn zonen

Christian Ferdinand Abel (juli of augustus 1682, Hannover - begraven op 3 april 1761 in Köthen) was een beroemd violist en Gambavirtuoos uit de Barok.
Zijn vader was de componist, violist en organist Clamor Heinrich Abel.
Toen Johann Sebastian Bach als Kapelmeester aan het hof van Leopold van Anhalt-Köthen was aangesteld, was Christian Ferdinand Abel de "eerste-musicus" in de hofkapel. Vermoed wordt dat Bach de Drie sonates voor Viola da Gamba en klavecimbel voor Christian Ferdinand Abel heeft gecomponeerd. Abel was ook de eerste persoon die de Zes suites voor onbegeleide cello opvoerde. 
Zijn zoon Carl Friedrich Abel werd als componist en Gambavirtuoos bekend, vooral door de Londense "Bach-Abel Concerten", in samenwerking met Johann Christian Bach. Zijn andere zoon Leopold August Abel werkte als violist.
- Bibliothèque nationale de France: cb173224010 (data)
- Gemeinsame Normdatei: 131992775
- International Standard Name Identifier: 0000 0000 1978 9276
- MusicBrainz: 825db9d2-9dcd-4961-9071-454829c9a762
- Virtual International Authority File: 67614926